# 赤のハーモニー
『赤のハーモニー』(あかのハーモニー、仏: La Dessert rouge、英: The Dessert:Harmony in Red)は、フランスの画家アンリ・マティスによる1908年の油彩。別名は『赤い部屋』(あかいへや、英: The Red Room)。マティスの最高作とも評される。
『青のハーモニー』を描くように言われたマティスはその出来に失望し、その作品の上に彼が好んだ赤色を塗った。
サンクトペテルブルクのエルミタージュ美術館に常設展示されている。